# Desființarea mănăstirilor în Anglia și Irlanda

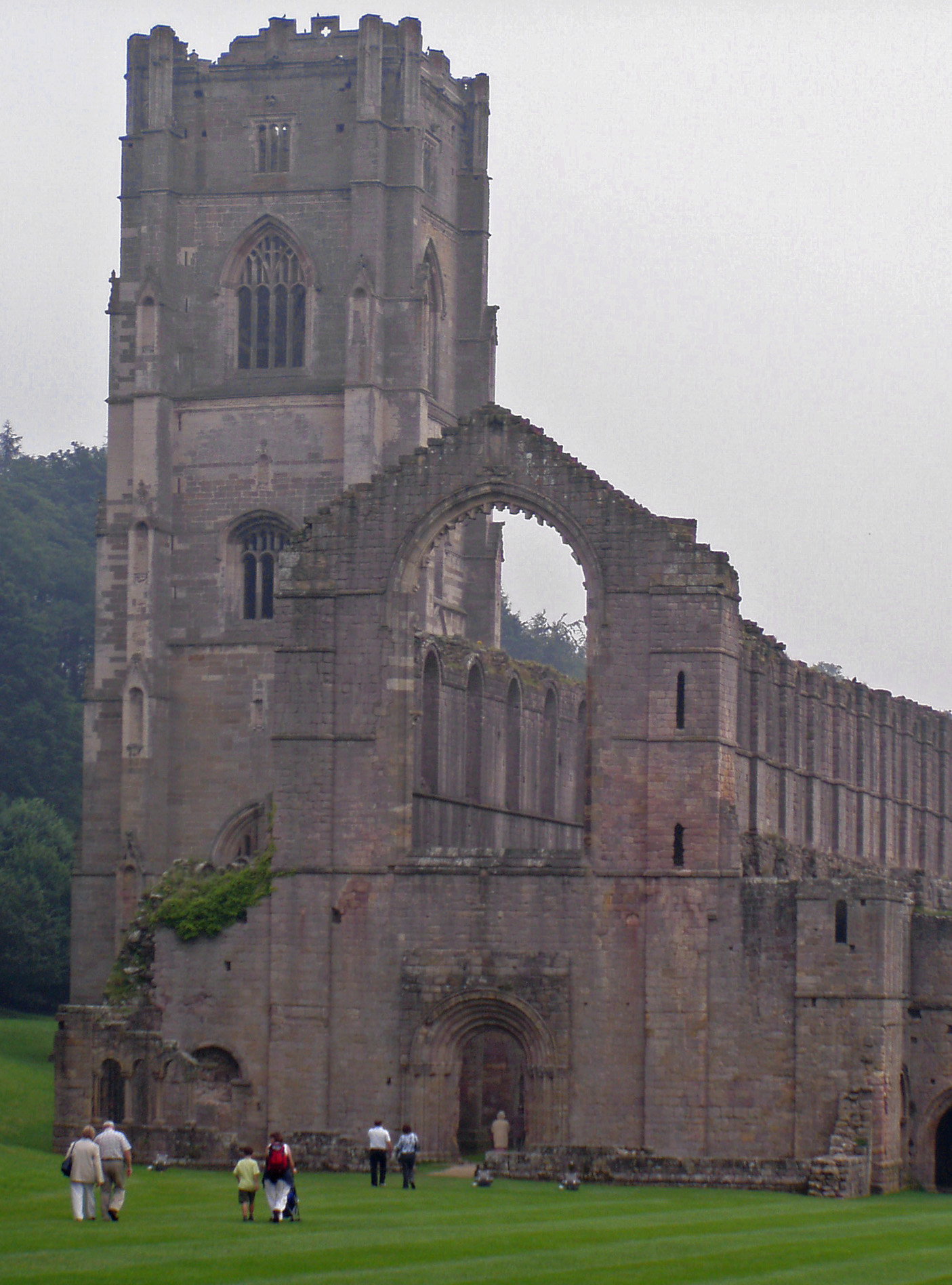
Ruinele mănăstirii cisterciene Fountains Abbey, Yorkshire

Desființarea Mănăstirilor (în engleză Dissolution of the Monasteries sau Suppression of the Monasteries) a fost demersul politic și administrativ desfășurat între 1536 și 1541, prin care regele Henric al VIII-lea al Angliei a desființat așezămintele monastice atât din Anglia și Țara Galilor cât și din Irlanda, și-a însușit veniturile lor, le-a valorificat bunurile, și și-a asumat remunerarea fostului lor personal și preluarea funcțiilor acestora. Deși politica avea inițial în vedere creșterea venitului regulat al Coroanei, mare parte din fostele proprietăți monahale au fost vândute pentru a finanța campaniile militare ale lui Henric din 1540. În Anglia și Țara Galilor, el a primit autoritatea de a face acest lucru prin Legea de Supremație, adoptată de Parlament în anul 1534, act care l-a făcut „Cap Suprem” al Bisericii Angliei, separând astfel Anglia de autoritatea Papală, precum și prin Prima Lege a Suprimării (1536) și a Doua Lege a Suprimării (1539).
Profesorul George W. Bernard afirma că:
„Dizolvarea mănăstirilor la sfârșitul anilor 1530 a fost unul din cele mai revoluționare evenimente din istoria Angliei. Erau aproape 900 de așezăminte religioase în Anglia, circa 260 pentru călugări, 300 pentru canonici, 142 pentru călugărițe și 183 de frății; în total, circa 12.000 de oameni, 4000 de călugări, 3000 de canonici, 3000 de frați și 2000 de călugărițe. Dacă populația adultă masculină era de 500.000, înseamnă că un bărbat adult din cincizeci era într-un ordin religios.”